# Sedamdesetorica učenika
Sedamdesetorica učenika ili Sedamdesetdvojica učenika (poznati u istočnjačkim kršćanskim tradicijama kao sedamdesetorica apostola) bili su rani Isusovi pomoćnici spomenuti u Evanđelju po Luki (Lk, 10,1-24). Prema Luki, jedinom od evanđelista koji ih spominje, Isus ih je imenovao i poslao ih u paru na određenu misiju, koja je detaljno opisana u tekstu Evanđelja.
U zapadnjačkom kršćanstvu obično se nazivaju učenicima, dok se u istočnome kršćanstvu obično nazivaju apostolima. Koristeći izvorne grčke riječi, oba su naslova opisna.
Broj od sedamdeset učenika, spominje se u nekim starim biblijskim rukopisima (poput Sinajskoga rukopisa), a u drugima se spominju sedamdeset i dva učenika. Broj sedamdeset može proizaći iz sedamdeset naroda iz Knjige Postanka (Post 10) ili mnogih drugih spominjanja broja sedamdeset u Bibliji, ili sedamdeset i dva prevoditelja Septuaginte. Pri prevođenju Vulgate, sv. Jeronim se odlučio za sedamdesetdvojicu učenika.
"Nakon toga odredi Gospodin drugih sedamdesetdvojicu učenika i posla ih po dva pred sobom u svaki grad i u svako mjesto kamo je kanio doći. Govorio im je: "Žetva je velika, ali radnika malo. Molite dakle gospodara žetve da radnike pošalje u žetvu svoju. Idite! Evo, šaljem vas kao janjce među vukove. Ne nosite sa sobom ni kese, ni torbe, ni obuće." (Lk, 10,1-4).